# شهرستان ماوریک (تگزاس)
شهرستان ماوریک، تگزاس (به انگلیسی: Maverick County, Texas) یک سکونتگاه مسکونی در ایالات متحده آمریکا است که در تگزاس واقع شده‌است.

## خصوصیات
شهرستان ماوریک ۳٬۳۴۶٫۲۸ کیلومترمربع مساحت دارد.